# 石地町
石地町（いしじまち）は、かつて新潟県刈羽郡にあった町。

## 地理
西側は日本海に面する。

## 沿革
- 1889年（明治22年）4月1日 - 町村制施行に伴い刈羽郡石地村、尾町村が合併し、石地町村（いしじまちむら）が発足。
- 1890年（明治23年）4月1日 - 町制施行し石地町に名称を変更。
- 1901年（明治34年）11月1日 - 刈羽郡大田村と合併し、石地町を新設。
- 1956年（昭和31年）9月30日 - 刈羽郡内郷村と合併し、朝日町となり消滅。

## 町長
- 内藤久一郎